# Fritz August Breuhaus
Fritz August Breuhaus (født 9. februar 1883 i Solingen, Tyskland, død 2. december 1960 i Köln, Tyskland) var en berømte tysk arkitekt, indretningsarkitekt og designer. Fra omkring 1929 kaldte han sig selv "Fritz August Breuhaus de Groot". Han opførte ligeledes flere bygninger i Danmark.